# Guayacanes
Guayacanes è un comune della Repubblica Dominicana di 11.230 abitanti, situato nella Provincia di San Pedro de Macorís.